# Династія (телесеріал, 2017)
«Династія» (англ. Dynasty) — американська мелодрама, заснована на однойменному телесеріалі «Династія» який виходив на телеканалі ABC з 1981 по 1989 рік. Серіал розроблений Джошем Шварцем, Стефані Севідж і Селлі Патрік. Прем'єра серіалу відбулася 11 жовтня 2017 року на телеканалі The CW.
2 квітня 2018 року серіал було продовжено на другий сезон.
31 січня 2019 року  The CW і Netflix офіційно продовжили серіал на третій сезон. Прем'єра третього сезону відбулася 11 жовтня 2019 року.
7 січня 2020 року серіал продовжили на четвертий сезон. 3 лютого 2021 року серіал було продовжено на п'ятий сезон. Прем'єра п'ятого сезону відбулась 20 грудня 2021 року. 12 травня 2022 року телесеріал було закрито після п'яти сезонів.

## В ролях

### Головний склад
- Елізабет Гілліс — Феллон Керрінгтон
- Наталі Келлі — Крістал Флорес Керрінгтон (1 сезон)
- Джеймс Маккей — Стівен Керрінгтон, брат Феллон
- Роберт Кристофер Райлі — Майкл Кулхейн, коханий Феллон
- Сем Адегоке — Джефф Колбі
- Рафаель де ла Фуенте — Сем «Семмі Джо» Джонс, чоловік Стівена
- Алан Дэйл — Джозеф Андерс, працює на Керрінгтонів, біологічний батько Стівена
- Грант Шоу — Блейк Керрінгтон
- Ніколет Шерідан — Алексіс Колбі (Алексіс Керрінгтон), мати Феллон та Стівена
- Ана Бренда Контрерас — Крістал Дженнінгс (2 сезон)
- Меддісон Браун — Кірбі Андерс (2 сезон), донька Джозефа
- Адам Хабер — Джек Ліам Рідлі Лауден

### Другорядний склад
- Нік Векслер — Меттью Блейсдел
- Бріанна Браун — Клаудія Блейсдел
- Уокіма Холіс — Моніка Колбі
- Дейв Мальдонадо — Віллі Сантьяго
- Емі Пітц — Менді фон Дункель
- Шерон Лоуренс — Лора Ван Кірк

## Сезони
| Сезон | Сезон | Епізоди | Дата показу    | Дата показу     |
| Сезон | Сезон | Епізоди | Прем'єра       | Фінал           |
| ----- | ----- | ------- | -------------- | --------------- |
|       | 1     | 22      | 11 жовтня 2017 | 11 травня 2018  |
|       | 2     | 22      | 12 жовтня 2018 | 24 травня 2019  |
|       | 3     | 20      | 11 жовтня 2019 | 8 травня 2020   |
|       | 4     | 22      | 7 травня 2021  | 1 жовтня 2021   |
|       | 5     | 22      | 20 грудня 2021 | 16 вересня 2022 |

## Виробництво

### Розробка
У вересні 2016 року стало відомо, що в розробці телеканалу The CW знаходиться ремейк мильної опери 1980-х років «Династія», розробкою якого займаються Джош Шварц, Стефані Севідж і Селлі Патрік. У новому серіалі в центрі сюжету знаходиться протистояння багатої спадкоємиці Феллон Керрінгтон з мачухою-іспанкою Крістал. Inside Soap Yearbook назвав звістку про ребут шоу «фантастичною новиною». Пілотний епізод був знятий в Атланті, штат Джорджія. 10 травня 2017 року серіал-ремейк був замовлений телеканалом The CW . Трейлер-превью було випущено 18 травня 2017 року.